# (2352) Kurchatov
(2352) Kurchatov es un asteroide perteneciente al cinturón de asteroides, descubierto el 10 de septiembre de 1969 por la astrónoma soviética Liudmila Chernyj desde el Observatorio Astrofísico de Crimea.

## Designación y nombre
Designado provisionalmente como 1969 RY. Fue nombrado Kurchatov en honor al físico soviético Ígor Kurchátov, líder del proyecto atómico soviético.